# Bulldog Drummond

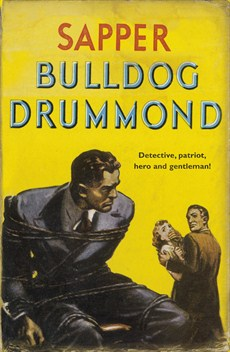
Bulldog Drummond, de eerste Drummond-roman

Hugh "Bulldog" Drummond is een fictief Brits personage dat gecreëerd werd door schrijver H.C. McNeile in een reeks van ongeveer twintig detectiveverhalen die werden gepubliceerd onder het pseudoniem Sapper. Het personage is daarnaast ook verschenen in films en theaterstukken, op radio en televisie en in stripverhalen. Na het overlijden van McNeile in 1937 werd de reeks verdergezet door Gerard Fairlie.

## Fictieve biografie
Bulldog Drummond is een veteraan van de Eerste Wereldoorlog, getekend door zijn ervaringen in de loopgraven, die maar moeilijk kan wennen aan zijn saaie levensstijl na de oorlog. Hij publiceert een advertentie waarin hij op zoek is naar avontuur en raakt al snel verwikkeld in een reeks avonturen, waarin zijn aartsvijand Carl Peterson en diens minnares, femme fatale Irma, vaak een rol spelen.
Na zijn eerste avontuur trouwt Drummond met zijn cliënt, Phyllis Benton. In latere afleveringen raakt Benton betrokken bij Drummonds avonturen, vaak als slachtoffer van ontvoering door Drummonds vijanden.
Tijdens zijn avonturen wordt Drummond regelmatig bijgestaan door verschillende van zijn vroegere kameraden uit het leger, waaronder Algy Longworth, Toby Sinclair, Peter Darrell en Ted Jerningham.

## Boeken

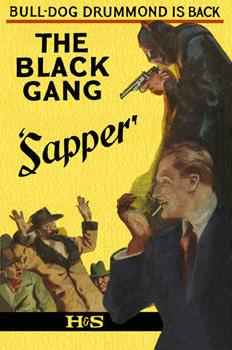
The Black Gang, de tweede Drummond-roman

- Bull-Dog Drummond (H.C. McNeile, 1920)
- The Black Gang (H.C. McNeile, 1922)
- The Third Round (H.C. McNeile, 1924)
- The Final Count (H.C. McNeile, 1926)
- The Female of the Species (H.C. McNeile, 1928)
- Temple Tower (H.C. McNeile, 1929)
- The Return of Bulldog Drummond (H.C. McNeile, 1932)
- Knock-Out (H.C. McNeile, 1933)
- Bulldog Drummond at Bay (H.C. McNeile, 1935)
- Challenge (H.C. McNeile, 1937)
- Bulldog Drummond on Dartmoor (Gerard Fairlie, 1938)
- Bulldog Drummond Attacks (Gerard Fairlie, 1939)
- Captain Bulldog Drummond (Gerard Fairlie, 1945)
- Bulldog Drummond Stands Fast (Gerard Fairlie, 1947)
- Hands Off Bulldog Drummond (Gerard Fairlie, 1949)
- Calling Bulldog Drummond (Gerard Fairlie, 1951)
- The Return of the Black Gang (Gerard Fairlie, 1954)
- Deadlier Than the Male (H.R.F. Keating, 1967)
- Some Girls Do (H.R.F. Keating, 1969)

## Kortverhalen
Alle kortverhalen werden geschreven door H.C. McNeile en verschenen voor het eerst in The Strand Magazine. In 1984 werden de kortverhalen gebundeld in het verzamelwerk 'Sapper' The Best Short Stories.
- "The Mystery Tour" (februari 1937)
- "The Lonely Inn" (augustus 1937)
- "The Oriental Mind" (oktober 1937)
- "Wheels Within Wheels" (november 1937)
- "Thirteen Lead Soldiers" 	(december 1937)

## Theater

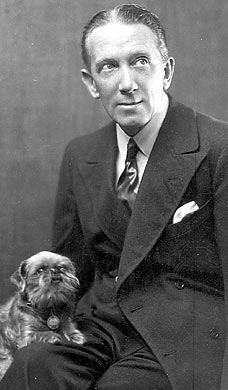
Gerald du Maurier, die in 1921 voor het eerst Drummond vertolkte in het theater

McNeile en Gerald du Maurier bewerkten de eerste roman voor het toneel. Bulldog Drummond werd opgevoerd in West End tijdens het seizoen 1921-1922. Du Maurier speelde de titelrol in een reeks van 430 voorstellingen. Het toneelstuk werd ook 162 keer op Broadway opgevoerd in hetzelfde seizoen, met A.E. Matthews als Drummond.
McNeile schreef ook The Way Out, dat in januari 1930 werd opgevoerd in West End met Ian Hunter als Drummond.
Een derde toneelstuk van Drummond, Bulldog Drummond Hits Out, werd samen geschreven door McNeile en Fairlie. Het ging in 1937 op tournee door het Verenigd Koninkrijk met Henry Edwards als Drummond, en kende zijn West End-première op 21 december 1937 in het Savoy Theatre in Londen, waar het een korte run had.
In 1974 werd het toneelstuk Bullshot Crummond van Ron House opgevoerd, een parodie op Bulldog Drummond met Alan Shearman in de rol van Crummond. In 1983 kreeg het toneelstuk een verfilming met Bullshot.

## Films
- Bulldog Drummond (1922)
- The Third Round (1925)
- Captain Swagger (1928)
- Bulldog Drummond (1929)
- Temple Tower (1930)

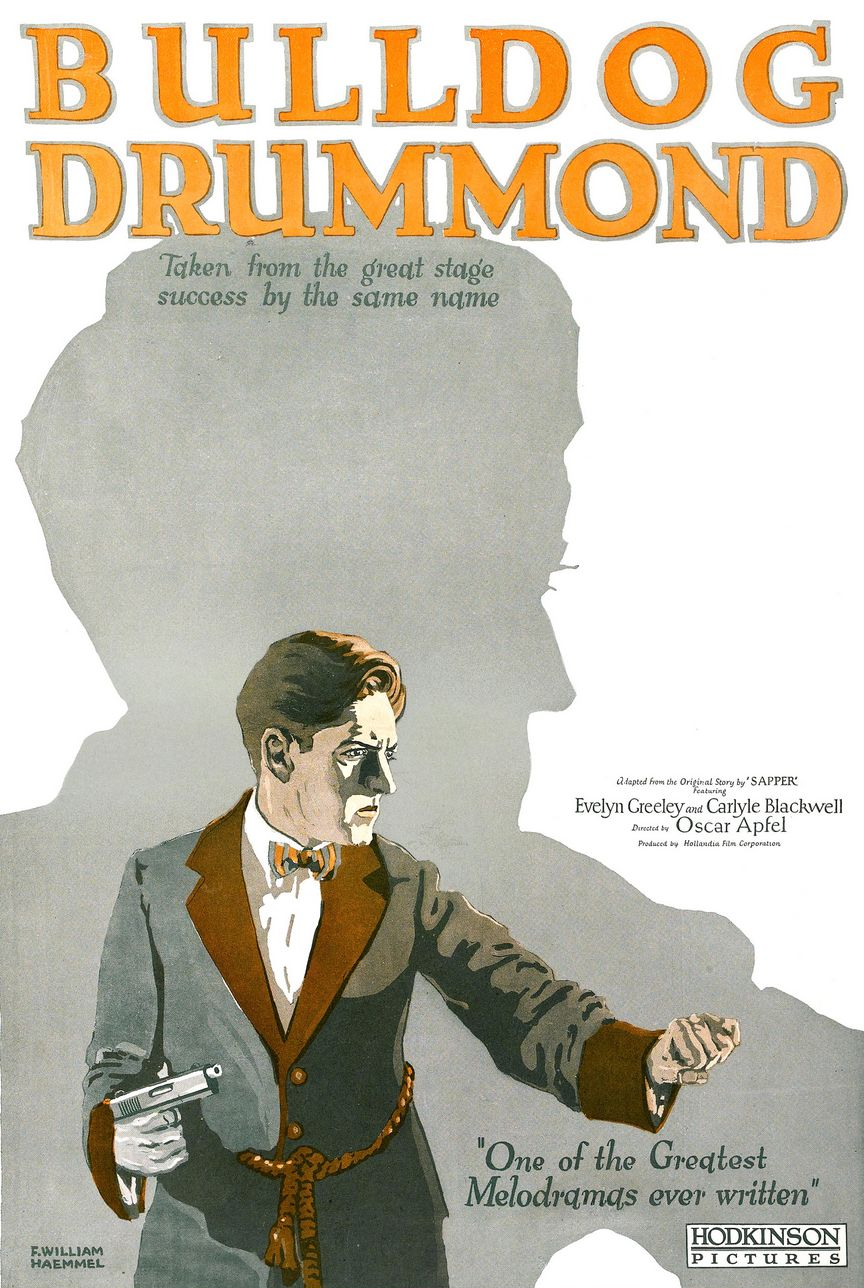
Poster van Bulldog Drummond uit 1922

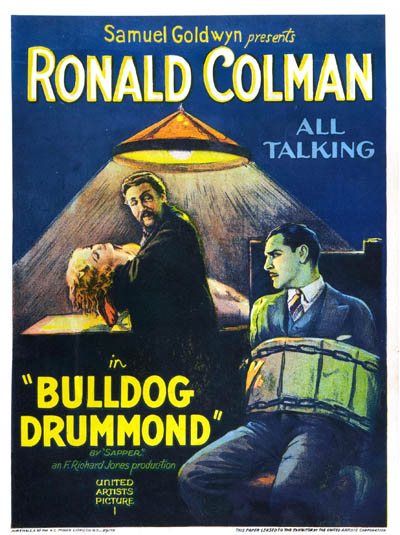
Poster van Bulldog Drummond uit 1929

- The Return of Bulldog Drummond (1934)
- Bulldog Drummond Strikes Back (1934)
- Bulldog Jack (1935)
- Bulldog Drummond Escapes (1937)
- Bulldog Drummond at Bay (1937)
- Bulldog Drummond Comes Back (1937)
- Bulldog Drummond's Revenge (1937)
- Bulldog Drummond's Peril (1938)
- Bulldog Drummond in Africa (1938)
- Arrest Bulldog Drummond (1938)
- Bulldog Drummond's Secret Police (1939)
- Bulldog Drummond's Bride (1939)
- Bulldog Drummond at Bay (1947)
- Bulldog Drummond Strikes Back (1947)
- The Challenge (1948)
- 13 Lead Soldiers (1948)
- Calling Bulldog Drummond (1951)
- Deadlier Than the Male (1967)
- Some Girls Do (1969)

## Externe Link
- Boeken van H.C. McNeile in de Open Library van het Internet Archive